# Gianluca Zambrotta
Gianluca Zambrotta (* 19. únor 1977 Como, Itálie) je fotbalový trenér, funkcionář a bývalý italský fotbalový obránce. V roce 2006 se stal s reprezentací mistrem světa ve fotbale.

## Kariéra

### Klubová

#### Como
Ve jeho rodném městě Como hraje místní klub Como Calcio, který občas nakoukne do Serie A. Poprvé Gianluca Zambrotta za seniorský tým nastoupil v 17 letech v roce 1994, to Como hrálo Serii B. Sestoupili ale do 3. ligy. V následujících dvou sezonách se mu dařilo a byl prodám do prvoligového celku AS Bari.

#### Bari
Nastupoval pravidelně na levém okraji zálohy. Ve své druhé sezoně byl pozván na přátelský zápas reprezentace proti Norsku a stal se tak po 50 letech hráčem AS Bari který nastoupil za reprezentaci.
To nešlo takového hráče přehlédnout a byl ještě během sezony prodán za 13 750 000 eur + 50% práv Simone Perrotta do Juventusu Turin.

#### Juventus
V první sezoně hrál skvěle, ale v posledním kole proti Perugii za silného deště Juve prohrál 0:1. Zambrotta dostal červenou kartu a Juventus skončil na konečném 2. místě. Příští sezoně obsadil s týmem opět 2. místo a prvenství v Serii A se dočkal až při své třetí sezoně v roce 2002. Na MS 2002 se při jednom utkání vážně zranil. Na trávník se dostal až v průběhu sezony, místo na kraji pravé zálohy na postu levého obránce, kde se mu dařilo. Během této sezony získal opět prvenství v lize a dosáhl finále Ligy mistrů 2002/03.
Přišel konec sezony 2005/06 a tím i korupční afera spojená s Juventusem. Rozhodl se nehrát ve 2. lize a přestoupil raději do Španělska, do týmu FC Barcelona.

#### Barcelona
Barcelona jej koupila za 14 mil. eur, debut absolvoval v městském derby s Espanyolem 17. srpna 2006. Vybojoval si pozici pravého beka především před Julianem Bellettim a v lize si zahrál ve 29 zápasech, ve vlastních statistikách si mohl přidat 3 góly a 3 gólové asistence. Na jaře 2007 se Barcelona přela o 1. příčku s FC Sevillou a Realem Madrid. Začátkem března proti FC Sevilla přihrál na první branku utkání Ronaldinhovi. Sevilla ale utkání otočila a vyhrála 2:1, Zambrotta neovládl v 76. minutě své emoce a po žluté kartě za faul si vysloužil i druhou žlutou kartu – a tedy vyloučení – za protesty.
Červená karta jej připravila o utkání proti Realu, to skončilo nerozhodně 3:3. Barcelona titul smolně nezískala, nakonec prohrála na vzájemné zápasy, neboť s Realem měla 76 bodů, ale ve vzájemných zápasech remízu a prohru. Celkem 29 ligových zápasů si zahrál v ročníku 2007/08, Barcelona skončila až třetí. Místo v sestavě si před Oleguerem podržel, nakonec však klub po sezóně opustil. V Lize mistrů byl stálicí sestavy, zahrál si i semifinále proti Manchesteru United. Po úvodní remíze 0:0 dosáhli fotbalisté United výhry 1:0. Ve 14. minutě Zambrotta nepřesně přihrál na Paula Scholese, který střelou z dálky dal jediný gól večera.
Poté jej angažoval Milan, i když o něj měl zájem i Juventus FC.

#### Milán
Na pomezí května a června 2008 podepsal na 3 roky smlouvu s týmem AC Milán, který jej koupil za 9 mil. eur.
Byl jedničkou na pravém kraji obrany v sezóně 2008/09, AC Milán skončil druhý za městským rivalem Interem. Na první gól nečekal vůbec dlouho, už ve třetím ligovém kole se trefil proti Laziu Řím – AC vyhrálo poměrem 4:1.
Další ligové ročníky 2009/10 a 2010/11 ztratil své jisté místo v sestavě a střídal se s hráči Ignazio Abatem a Lucou Antoninim. Po mistrovské sezoně 2010/11 podepsal prodlouženou smlouvu do léta roku 2012. Sezóna 2011/12 byla jeho poslední u Rossoneri. Zambrotta v Serii A odehrál pouze 12 utkání, gólově se prosadil proti Catanii.

#### Chiasso
Závěr kariéry strávil ve 2. lize ve Švýcarsku, a to v týmu FC Chiasso.

### Reprezentační
Svůj první zápas na seniorské úrovně sehrál 10. února 1999 proti Norsku (0:0). Po prohraném finále na ME 2000 proti Francii byl nominován na Letní olympijské hry 2000 v Sydney, kde Itálie vypadla ve čtvrtfinále se Španělskem po výsledku 0:1.

#### ME 2000
Zambrotta byl součástí základní sestavy trenéra Dino Zoffa, která v úvodních zápasech skupiny B porazila Turecko (2:1) a následně Belgii (2:0). Ve třetím zápase byl pouze mezi náhradníky, Itálie přesto porazila Švédsko 2:1. Ve čtvrtfinále proti Rumunsku se opět objevil na pravém kraji zálohy, Itálie zvítězila 2:0 a v semifinále se chystala na domácí Nizozemsko. Zambrotta si v 16. minutě „vykoledoval“ žlutou kartu a v 34. minutě druhou žlutou, Itálie tak dohrávala zápas v deseti.
Italové se ale ubránili a po penaltách dokráčeli do finále proti Francii. Zambrotta si odpykával karetní trest a nemohl tak pomoct ve finále, které Italové prohráli v prodloužení 1:2.

#### MS 2002
Zúčastnil se Mistrovství světa 2002, kde byl pro trenéra Trapattoniho hráčem základní jedenáctky. První zápas proti Ekvádoru odehrál na pravém okraji zálohy, Italové vyhráli 2:0 díky gólům Vieriho.
Na stejné pozici vstoupil také do zápasu s Chorvatskem. V 50. minutě byl u gólové akce, kdy po centru Cristiana Doniho dostal míč k Vierimu, který dostal míč do sítě. Gól ale nebyl kvůli domnělému offsidu uznán, avšak video prokázalo chybu rozhodčích.
Vieri nakonec branku vstřelil, Chorvaté ale otočili stav utkání na 2:1 a ukončili tak dlouholetou neporazitelnost Itálie na MS v základní hrací době.
Nastoupil i ke třetímu zápasu skupiny s Mexikem, které skončilo 1:1.
Osmifinálové utkání s Jižní Koreou skončilo pro Italy porážkou 1:2 v prodloužení. V souboji, který nechvalně proslul, odehrál Zambrotta 72 minut, kdy ho vystřídal Angelo Di Livio.

#### ME 2004
Trenér Trapatonni svěřil Zambrottovi dříve Maldiniho roli levého krajního obránce, a to ve všech třech skupinových zápasech. Odehrál celá utkání proti Dánsku (0:0), Švédsku (1:1) a i Bulharsku (2:1). Proti Bulharsku potřebovali Italové nutně uspět, Bulhaři ale do nastavení drželi bod za remízu 1:1. Zambrotta nakonec ve 4. minutě nastavení asistoval brance střídajícího Antonia Cassana, ale Italové přesto turnaj opustili, neboť kvůli horšímu skóre skončili až na 3. místě za oběma skandinávskými reprezentacemi.
Zambrottovy výkony ale patřily k tomu nejlepšímu, co Itálie na Euru 2004 nabídla, UEFA jej nakonec zařadila do nejlepší jedenáctky turnaje.

#### MS 2006
První zápas skupiny E Itálie zvládla výhrou nad Ghanou 2:0, Zambrotta ale zápasu přihlížel jako náhradník, jeho pozici na levém kraji obrany obsadil Fabio Grosso.
Od druhého zápasu skupiny proti USA (1:1) se natrvalo prosadil do základu a zvládl i těžké utkání proti České republice (výhra Italů 2:1), které odehrál na pravém kraji obrany.
Na pravém kraji obrany zůstal do konce šampionátu, na této pozici zvládl osmifinále proti Austrálii (1:0) a i čtvrtfinále proti Ukrajině (3:0). Proti Ukrajině dal první gól v 6. minutě a v 69. minutě přihrál na gól Luca Tonimu.
Zvládl celé semifinálové utkání proti domácímu Německu, které skončilo výhrou Italů 2:0 v prodloužení.
Finále proti Francii zvládl rovněž celé, a ačkoliv dostal žlutou kartu už v 4. minutě, utkání dohrál a Italové se po penaltách stali mistry světa.

#### MS 2010
V roce 2010 byl ještě vybrán na MS 2010, ale zranění jej nepustilo do zápasů.
Poslední utkání za národní tým odehrál 12. října 2010 proti Srbsku (3:0). Celkem za Itálii odehrál 98 zápasů a vstřelil 2 branky.

## Přestupy
- z Bari do Juventus za 8 000 000 Euro
- z Juventus do Barcelona za 14 000 000 Euro
- z Barcelona do Milán za 10 500 000 Euro

## Statistiky

### Klubová
| Sezóna              | Klub                | Liga                | Liga   | Liga | Ligové poháry | Ligové poháry | Ligové poháry | Kontinentální poháry | Kontinentální poháry | Kontinentální poháry | Celkem | Celkem |
| Sezóna              | Klub                | Soutěž              | Zápasy | Góly | Soutěž        | Zápasy        | Góly          | Soutěž               | Zápasy               | Góly                 | Zápasy | Góly   |
| ------------------- | ------------------- | ------------------- | ------ | ---- | ------------- | ------------- | ------------- | -------------------- | -------------------- | -------------------- | ------ | ------ |
| 1994/95             | Como                | Serie B             | 1      | 0    | IP            | 0             | 0             | -                    | 0                    | 0                    | 1      | 0      |
| 1995/96             | Como                | Serie C1            | 14     | 2    | IP            | 1             | 0             | -                    | 0                    | 0                    | 15     | 2      |
| 1996/97             | Como                | Serie C1            | 33     | 4    | IP            | 1             | 0             | -                    | 0                    | 0                    | 34     | 4      |
| Celkem za Como      | Celkem za Como      | Celkem za Como      | 48     | 6    | -             | 2             | 0             | -                    | 0                    | 0                    | 50     | 6      |
| 1997/98             | Bari                | Serie A             | 27     | 2    | IP            | 3             | 2             | -                    | 0                    | 0                    | 36     | 4      |
| 1998/99             | Bari                | Serie A             | 32     | 4    | IP            | 4             | 0             | -                    | 0                    | 0                    | 36     | 4      |
| Celkem za Bari      | Celkem za Bari      | Celkem za Bari      | 59     | 6    | -             | 7             | 2             | -                    | 0                    | 0                    | 66     | 8      |
| 1999/00             | Juventus            | Serie A             | 32     | 1    | IP            | 2             | 0             | Int.+PU              | 5+7                  | 2+0                  | 45     | 3      |
| 2000/01             | Juventus            | Serie A             | 29     | 3    | IP            | 0             | 0             | LM                   | 0                    | 0                    | 29     | 3      |
| 2001/02             | Juventus            | Serie A             | 32     | 1    | IP            | 6             | 1             | LM                   | 9                    | 0                    | 47     | 2      |
| 2002/03             | Juventus            | Serie A             | 26     | 1    | IP+IS         | 3+0           | 0             | LM                   | 13                   | 0                    | 42     | 1      |
| 2003/04             | Juventus            | Serie A             | 30     | 1    | IP+IS         | 6+1           | 0+0           | LM                   | 5                    | 0                    | 42     | 1      |
| 2004/05             | Juventus            | Serie A             | 36     | 0    | IP            | 0             | 0             | LM                   | 12                   | 0                    | 48     | 0      |
| 2005/06             | Juventus            | Serie A             | 32     | 0    | IP+IS         | 2+1           | 0+0           | LM                   | 8                    | 0                    | 43     | 0      |
| Celkem za Juventus  | Celkem za Juventus  | Celkem za Juventus  | 217    | 7    | -             | 21            | 1             | -                    | 59                   | 2                    | 297    | 10     |
| 2006/07             | Barcelona           | Primera División    | 29     | 3    | ŠP+ŠS         | 6+1           | 0+0           | LM++ES+MSk           | 6+0+2                | 0+0+0                | 44     | 3      |
| 2007/08             | Barcelona           | Primera División    | 29     | 0    | ŠP            | 5             | 0             | LM                   | 7                    | 0                    | 41     | 0      |
| Celkem za Barcelonu | Celkem za Barcelonu | Celkem za Barcelonu | 58     | 3    | -             | 12            | 0             | -                    | 15                   | 0                    | 85     | 3      |
| 2008/09             | Milán               | Serie A             | 34     | 1    | IP            | 1             | 0             | PU                   | 6                    | 0                    | 41     | 1      |
| 2009/10             | Milán               | Serie A             | 24     | 0    | IP            | 1             | 0             | LM                   | 5                    | 0                    | 30     | 0      |
| 2010/11             | Milán               | Serie A             | 15     | 0    | IP            | 0             | 0             | LM                   | 5                    | 0                    | 16     | 1      |
| 2011/12             | Milán               | Serie A             | 12     | 1    | IP+IS         | 0+1           | 0+0           | LM                   | 3                    | 0                    | 16     | 1      |
| Celkem za Milán     | Celkem za Milán     | Celkem za Milán     | 85     | 2    | -             | 3             | 0             | -                    | 19                   | 0                    | 107    | 2      |
| 2013/14             | Chiasso             | Challenge League    | 10     | 2    | ŠP            | 1             | 0             | -                    | 0                    | 0                    | 11     | 2      |
| Celkově             | Celkově             | Celkově             | 477    | 26   | -             | 43            | 6             | -                    | 93                   | 2                    | 623    | 34     |

### Reprezentační

#### Statistika na velkých turnajích
| Reprezentace | Rok     | Zápasy             | Zápasy | Zápasy      | Zápasy           | Zápasy           | Zápasy            |
| Reprezentace | Rok     | Fáze turnaje       | Datum  | Soupeř      | Odehraných minut | Vstřelené branky | Výsledek          |
| ------------ | ------- | ------------------ | ------ | ----------- | ---------------- | ---------------- | ----------------- |
| Itálie       | ME 2000 | 1 zápas ve skupině | 11. 6. | Turecko     | 90               | 0                | 2:1               |
| Itálie       | ME 2000 | 2 zápas ve skupině | 14. 6. | Belgie      | 90               | 0                | 2:0               |
| Itálie       | ME 2000 | Čtvrtfinále        | 24. 6. | Rumunsko    | 90               | 0                | 2:0               |
| Itálie       | ME 2000 | Semifinále         | 29. 6. | Nizozemsko  | 34               | 0                | 3:1 v (prodl.)    |
| Itálie       | OH 2000 | 1 zápas ve skupině | 13. 9. | Austrálie   | 90               | 0                | 1:0               |
| Itálie       | OH 2000 | 2 zápas ve skupině | 16. 9. | Honduras    | 90               | 0                | 3:1               |
| Itálie       | OH 2000 | 3 zápas ve skupině | 19. 9. | Nigérie     | 10               | 0                | 1:1               |
| Itálie       | MS 2002 | 1 zápas ve skupině | 3. 6.  | Ekvádor     | 90               | 0                | 2:0               |
| Itálie       | MS 2002 | 2 zápas ve skupině | 8. 6.  | Chorvatsko  | 90               | 0                | 1:2               |
| Itálie       | MS 2002 | 3 zápas ve skupině | 13. 6. | Mexiko      | 90               | 0                | 1:1               |
| Itálie       | MS 2002 | Osmifinále         | 18. 6. | Jižní Korea | 72               | 0                | 1:2 v (prodl.)    |
| Itálie       | ME 2004 | 1 zápas ve skupině | 14. 6. | Dánsko      | 90               | 0                | 0:0               |
| Itálie       | ME 2004 | 2 zápas ve skupině | 18. 6. | Švédsko     | 90               | 0                | 1:1               |
| Itálie       | ME 2004 | 3 zápas ve skupině | 22. 6. | Bulhasko    | 90               | 0                | 2:1               |
| Itálie       | MS 2006 | 2 zápas ve skupině | 17. 6. | USA         | 90               | 0                | 1:1               |
| Itálie       | MS 2006 | 3 zápas ve skupině | 22. 6. | Česko       | 90               | 0                | 2:0               |
| Itálie       | MS 2006 | Osmifinále         | 26. 6. | Austrálie   | 90               | 0                | 1:0               |
| Itálie       | MS 2006 | Čtvrtfinále        | 30. 6. | Ukrajina    | 90               | 1                | 3:0               |
| Itálie       | MS 2006 | Semifinále         | 4. 7.  | Německo     | 120              | 0                | 2:0 v (prodl.)    |
| Itálie       | MS 2006 | Finále             | 9. 7.  | Francie     | 120              | 0                | 1:1 (6:5 na pen.) |
| Itálie       | ME 2008 | 1 zápas ve skupině | 9. 6.  | Nizozemí    | 90               | 0                | 0:3               |
| Itálie       | ME 2008 | 2 zápas ve skupině | 13. 6. | Rumunsko    | 90               | 0                | 1:1               |
| Itálie       | ME 2008 | 3 zápas ve skupině | 17. 6. | Francie     | 90               | 0                | 2:0               |
| Itálie       | ME 2008 | Čtvrtfinále        | 22. 6. | Španělsko   | 120              | 0                | 0:0 (2:4 na pen.) |
| Itálie       | MS 2010 | 1 zápas ve skupině | 14. 6. | Paraguay    | 90               | 0                | 1:1               |
| Itálie       | MS 2010 | 2 zápas ve skupině | 20. 6. | Nový Zéland | 90               | 0                | 1:1               |
| Itálie       | MS 2010 | 3 zápas ve skupině | 24. 6. | Slovensko   | 90               | 0                | 2:3               |

#### Reprezentační branky
| Gól | Datum       | Stadion                                  | Soupeř   | Skóre | Výsledek | Soutěž                |
| --- | ----------- | ---------------------------------------- | -------- | ----- | -------- | --------------------- |
| 010 | 30. 5. 2004 | Stade Olympique de Radès, Tunis, Tunisko | Tunisko  | 0:4   | 0:4      | Přátelské utkání      |
| 02  | 30. 6. 2006 | HSH Nordbank Arena, Hamburk, Německo     | Ukrajina | 1:0   | 3:0      | MS 2006 – čtvrtfinále |

### Trenérská
| Sezóna            | Klub              | Liga              | Liga   | Liga  | Liga   | Liga   | Liga                       | Ligové poháry | Ligové poháry | Ligové poháry | Ligové poháry | Ligové poháry | Ligové poháry | Kontinentální poháry | Kontinentální poháry | Kontinentální poháry | Kontinentální poháry | Kontinentální poháry | Kontinentální poháry | Celkem | Celkem | Celkem | Celkem |
| Sezóna            | Klub              | Soutěž            | Zápasy | Výhry | Remízy | Prohry | Umístění                   | Soutěž        | Zápasy        | Výhry         | Remízy        | Prohry        | Úspěch        | Soutěž               | Zápasy               | Výhry                | Remízy               | Prohry               | Úspěch               | Zápasy | Výhry  | Remízy | Prohry |
| ----------------- | ----------------- | ----------------- | ------ | ----- | ------ | ------ | -------------------------- | ------------- | ------------- | ------------- | ------------- | ------------- | ------------- | -------------------- | -------------------- | -------------------- | -------------------- | -------------------- | -------------------- | ------ | ------ | ------ | ------ |
| 2013/14           | FC Chiasso        | Challenge League  | 20     | 6     | 6      | 7      | nastoupil v lis., 8. místo | -             | 0             | 0             | 0             | 0             | -             | -                    | 0                    | 0                    | 0                    | 0                    | -                    | 20     | 6      | 6      | 7      |
| 2014/15           | FC Chiasso        | Challenge League  | 26     | 6     | 6      | 14     | propuštěn v dub.           | ŠP            | 2             | 1             | 0             | 1             | -             | -                    | 0                    | 0                    | 0                    | 0                    | -                    | 28     | 7      | 6      | 15     |
| Celkem za Chiasso | Celkem za Chiasso | Celkem za Chiasso | 46     | 12    | 13     | 21     | -                          | -             | 2             | 1             | 0             | 1             | -             | -                    | 0                    | 0                    | 0                    | 0                    | -                    | 48     | 13     | 13     | 22     |
| 2016              | Delhi Dynamos     | Super League      | 16     | 6     | 6      | 4      | 3. místo, semifinále       | -             | 0             | 0             | 0             | 0             | -             | -                    | 0                    | 0                    | 0                    | 0                    | -                    | 16     | 6      | 6      | 4      |
| Celkově           | Celkově           | Celkově           | 62     | 18    | 19     | 25     | -                          | -             | 2             | 1             | 0             | 1             | -             | -                    | 0                    | 0                    | 0                    | 0                    | -                    | 64     | 819    | 19     | 26     |

## Úspěchy

### Klubové

#### Národní
- vítěz italské ligy (3x)

Juventus: 2001/02, 2002/03

Milán: 2010/11
- vítěz italského superpoháru (3x)

Juventus: 2002, 2003

Milán: 2011
- vítěz španělského superpoháru (1x)

Barcelona: 2002

#### Kontinentální
- vítěz poháru Intertoto (1x)

Juventus: 1999

### Reprezentační
- 3× na MS (2002, 2006 - zlato, 2010)
- 3× na ME (2000 - stříbro, 2004, 2008)
- 1× na OH (2000)
- 1× na Konfederačním poháru FIFA (2009)

### Individuální
- All Stars Team ME (2004)
- All Stars Team MS (2006)
- All Stars Team UEFA (2006)

### Vyznamenání
Řád zásluh o Italskou republiku (12.7. 2000) z podnětu Prezidenta Itálie 

 Zlatý límec pro sportovní zásluhy (23.10. 2006) 

 Řád zásluh o Italskou republiku (12.12. 2006) z podnětu Prezidenta Itálie 